# Список млекопитающих Ирана
Это список видов млекопитающих, зарегистрированных в Иране. В Иране насчитывается 261 вид млекопитающих, из которых 2 вида находятся на грани исчезновения, 6 видов находятся под угрозой исчезновения, 17 видов находятся в уязвимом положении, а 5 — близки к уязвимому положению.
Следующие теги используются для выделения статуса сохранения каждого вида по оценке МСОП:
- — вымершие в дикой природе виды
- — исчезнувшие в дикой природе, представители которых сохранились только в неволе
- — виды на грани исчезновения (в критическом состоянии)
- — виды под угрозой исчезновения
- — уязвимые виды
- — виды, близкие к уязвимому положению
- — виды под наименьшей угрозой
- — виды, для оценки угрозы которым не хватает данных.

## Подкласс:Звери

### Инфракласс:Плацентарные

#### Отряд:Сирены(ламантины и дюгони)
- Семейство: Дюгоневые
  - Род: Дюгонь
    - Дюгонь, Dugong dugon  присутствие неопределенное, возможно бродяга[2]

#### Отряд:Зайцеобразные
- Семейство: Зайцевые
  - Род: Зайцы

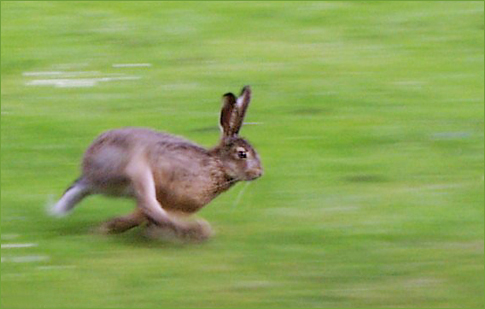
Заяц-русак

    - Капский заяц, Lepus capensis [3]
    - Заяц-русак, Lepus europaeus [4]
    - Заяц-толай, Lepus tolai [5]
- Семейство: Пищуховые
  - Род: Пищухи
    - Рыжеватая пищуха, Ochotona rufescens

#### Отряд:Насекомоядные(землеройки, ежи, гимнуры и кроты)
- Семейство: Ежовые (ежи)
  - Подсемейство: Настоящие ежи
    - Род: Евразийские ежи

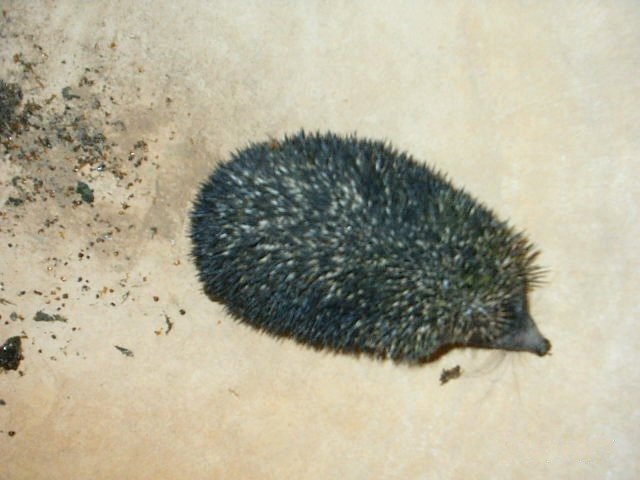
Темноиглый ёж

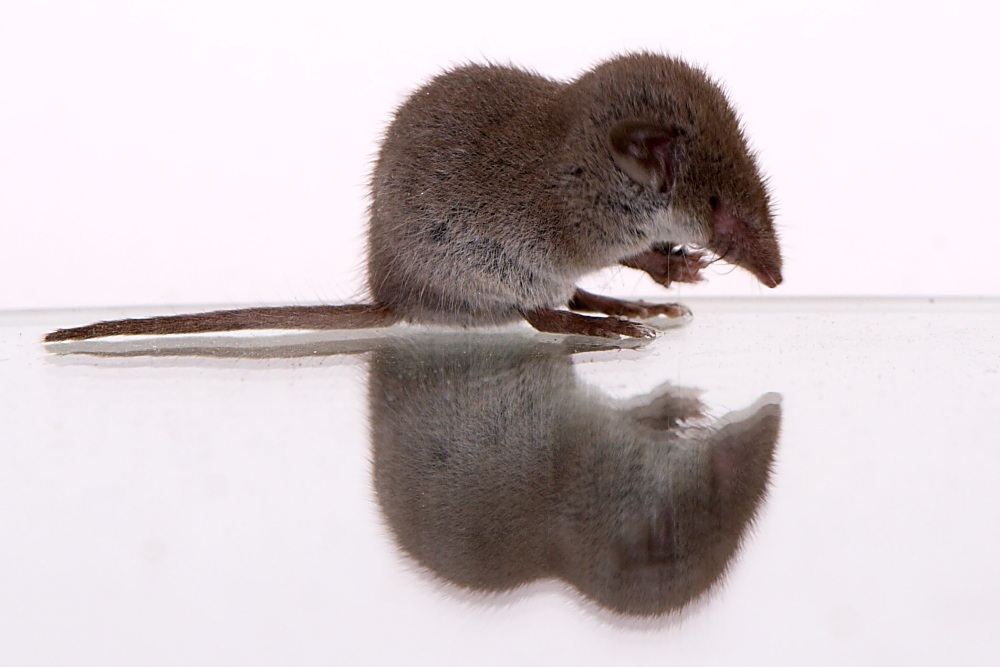
Малая белозубка

      - Восточноевропейский ёж, Erinaceus concolor 

    - Род: Ушастые ежи
      - Ушастый ёж, Hemiechinus auritus 

    - Род: Paraechinus
      - Эфиопский ёж, Paraechinus aethiopicus 
      - Темноиглый ёж, Paraechinus hypomelas
- Семейство: Землеройковые (землеройки)
  - Подсемейство: Белозубочьи
    - Род: Белозубки
      - Каспийская белозубка, Crocidura caspica 
      - Crocidura gmelini, Crocidura gmelini 
      - Crocidura katinka  присутствие сомнительно
      - Белобрюхая белозубка, Crocidura leucodon 
      - Малая белозубка, Crocidura suaveolens [6]
      - Иранская белозубка, Crocidura susiana 
      - Белозубка Зарудного, Crocidura zarudnyi 

    - Род: Многозубки
      - Карликовая многозубка, Suncus etruscus
      - Домовая многозубка, Suncus murinus ввезён, присутствие неопределенно

  - Подсемейство: Бурозубочьи
    - Триба: Nectogalini
      - Род: Куторы
        - Малая кутора, Neomys anomalus
        - Кутора Шелковникова, Neomys schelkovnikovi 

    - Триба: Soricini
      - Род: Бурозубки
        - Кавказская малая бурозубка, Sorex volnuchini
- Семейство: Кротовые (кроты)
  - Подсемейство: Кроты
    - Триба: Talpini
      - Род: Обыкновенные кроты
        - Иранский крот, Talpa davidiana 
        - Малоазиатский крот, Talpa levantis

#### Отряд:Грызуны
- Подотряд: Дикобразообразные
  - Семейство: Дикобразовые
    - Род: Дикобразы

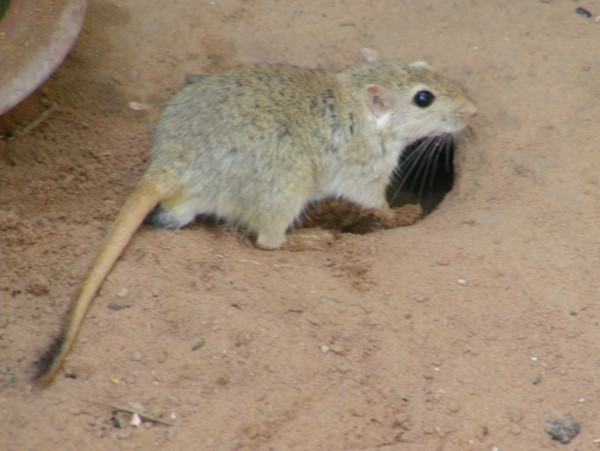
Индийская песчанка

      - Индийский дикобраз, Hystrix indica [7]

  - Семейство: Щетинистые крысы
    - Подсемейство: Echimyinae
      - Триба: Myocastorini
        - Род: Нутрии
          - Нутрия, Myocastor coypus
- Подотряд: Белкообразные
  - Семейство: Беличьи (белки)
    - Подсемейство: Callosciurinae
      - Род: Пальмовые белки
        - Северная пальмовая белка, Funambulus pennantii 

    - Подсемейство: Sciurinae
      - Триба: Sciurini
        - Род: Белка
          - Персидская белка, Sciurus anomalus 

    - Подсемейство: Xerinae
      - Триба: Marmotini
        - Род: Суслики
          - Жёлтый суслик, Spermophilus fulvus 
          - Малоазиатский суслик, Spermophilus xanthoprymnus 

      - Триба: Xerini
        - Род: Spermophilopsis
          - Тонкопалый суслик, Spermophilopsis leptodactylus 

  - Семейство: Соневые (сони)
    - Подсемейство: Leithiinae
      - Род: Лесные сони
        - Лесная соня, Dryomys nitedula 

      - Род: Мышевидные сони
        - Копетдагская мышевидная соня, Myomimus personatus 
        - Иранская мышевидная соня, Myomimus setzeri 

    - Подсемейство: Myoxinae
      - Род: Сони-полчки
        - Glis persicus
- Подотряд: Supramyomorpha
  - Семейство: Тушканчиковые (тушканчики)
    - Подсемейство: Пятипалые тушканчики
      - Род: Земляные зайцы
        - Малый тушканчик, Allactaga elater 
        - Горный тушканчик, Allactaga euphratica 
        - Иранский тушканчик, Allactaga firouzi 
        - Тушканчик Хотсона, Allactaga hotsoni 
        - Allactaga toussi
        - Allactaga williamsi 

      - Род: Толстохвостые тушканчики
        - Тарбаганчик, Pygeretmus pumilio 

    - Подсемейство: Трёхпалые тушканчики
      - Род: Dipus
        - Мохноногий тушканчик, Dipus sagitta 

      - Род: Пустынные тушканчики
        - Тушканчик Бланфорда, Jaculus blanfordi 
        - Египетский тушканчик, Jaculus jaculus 
        - Восточный тушканчик, Jaculus thaleri

  - Семейство: Мышевидные хомячки
    - Род: Мышевидные хомячки
      - Мышевидный хомячок, Calomyscus bailwardi 
      - Calomyscus elburzensis 
      - Calomyscus grandis
      - Афганский мышевидный хомячок, Calomyscus mystax 
      - Урартский мышевидный хомячок, Calomyscus urartensis 

  - Семейство: Хомяковые
    - Подсемейство: Полёвковые
      - Триба: Arvicolini
        - Род: Водяные полёвки
          - Водяная полёвка, Arvicola amphibius [8]

        - Род: Афганские полёвки
          - Афганская полёвка, Blanfordimys afghanus 

        - Род: Снеговые полёвки
          - Снеговая полёвка, Chionomys nivalis

        - Род: Серые полёвки
          - Обыкновенная полёвка, Microtus arvalis 
          - Дагестанская полёвка, Microtus daghestanicus
          - Полёвка Гюнтера, Microtus guentheri 
          - Иранская полёвка, Microtus irani 
          - Белуджистанская полёвка, Microtus kermanensis 
          - Восточноевропейская полёвка, Microtus levis
          - Кустарниковая полёвка, Microtus majori 
          - Копетдагская полевка, Microtus paradoxus
          - Казвинская полёвка, Microtus qazvinensis
          - Полёвка Шелковникова, Microtus schelkovnikovi
          - Общественная полёвка, Microtus socialis 
          - Подземная полёвка, Microtus subterraneus 
          - Закаспийская полёвка, Microtus transcaspicus 

      - Триба: Ellobiini
        - Род: Слепушонки
          - Афганская слепушонка, Ellobius fuscocapillus 
          - Горная слепушонка, Ellobius lutescens 
          - Обыкновенная слепушонка, Ellobius talpinus 

    - Подсемейство: Хомяки
      - Род: Серые хомячки
        - Серый хомячок, Cricetulus migratorius 

      - Род: Средние хомяки
        - Сирийский хомячок, Mesocricetus auratus 
        - Хомяк Брандта, Mesocricetus brandti 

  - Семейство: Мышиные (мыши, крысы, полевки, песчанки)
    - Подсемейство: Деомииновые
      - Род: Иглистые мыши
        - Каирская мышь, Acomys cahirinus 
        - Acomys dimidiatus, Acomys dimidiatus

    - Подсемейство: Песчанковые
      - Род: Карликовые песчанки
        - Песчанка Сварта, Gerbillus aquilus 
        - Песчанка Чизмана, Gerbillus cheesmani 
        - Gerbillus henleyi
        - Месопотамская песчанка, Gerbillus mesopotamiae 
        - Белуджистанская песчанка, Gerbillus nanus 

      - Род: Малые песчанки
        - Песчанка Сундевалла, Meriones crassus 
        - Армянская песчанка, Meriones dahli
        - Индийская песчанка, Meriones hurrianae 
        - Краснохвостая песчанка, Meriones libycus 
        - Полуденная песчанка, Meriones meridianus 
        - Персидская песчанка, Meriones persicus 
        - Переднеазиатская песчанка, Meriones tristrami 
        - Песчанка Виноградова, Meriones vinogradovi 
        - Песчанка Зарудного, Meriones zarudnyi 

      - Род: Большие песчанки
        - Большая песчанка, Rhombomys opimus 

      - Род: Tatera
        - Индийская голопалая песчанка, Tatera indica 

    - Подсемейство: Мышиные
      - Род: Лесные и полевые мыши
        - Apodemus avicennicus
        - Желтогорлая мышь, Apodemus flavicollis
        - Гирканская мышь, Apodemus hyrcanicus
        - Малоазиатская мышь, Apodemus mystacinus 
        - Кавказская мышь, Apodemus ponticus 
        - Лесная мышь, Apodemus uralensis
        - Лесная мышь Вэрда, Apodemus wardi 
        - Хермонская мышь, Apodemus witherbyi

      - Род: Индийские крысы
        - Индийская крыса, Golunda ellioti 

      - Род: Домовые мыши
        - Македонская мышь, Mus macedonicus 
        - Домовая мышь, Mus musculus [9]

      - Род: Пластинчатозубые крысы
        - Пластинчатозубая крыса, Nesokia indica 

      - Род: Крысы
        - Серая крыса, Rattus norvegicus  ввезён[10]
        - Туркестанская крыса, Rattus pyctoris 
        - Чёрная крыса, Rattus rattus  ввезён[11]

  - Семейство: Слепышовые
    - Подсемейство: Слепышовые
      - Род: Малые слепыши
        - Малый слепыш, Nannospalax leucodon

#### Отряд:Рукокрылые(летучие мыши)
- Семейство: Крылановые
  - Подсемейство: Rousettinae
    - Род: Летучие лисицы

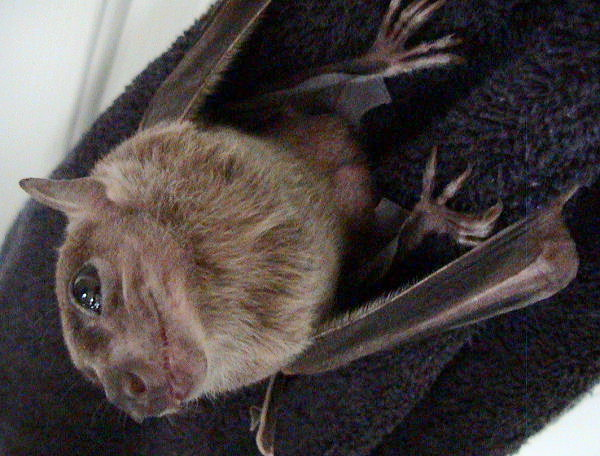
Египетская летучая собака

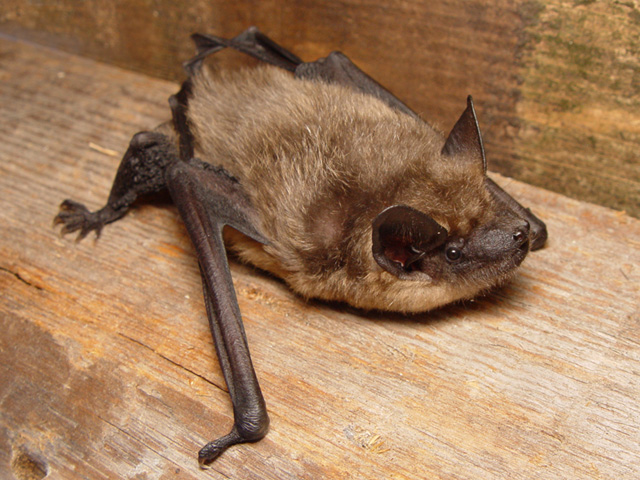
Поздний кожан

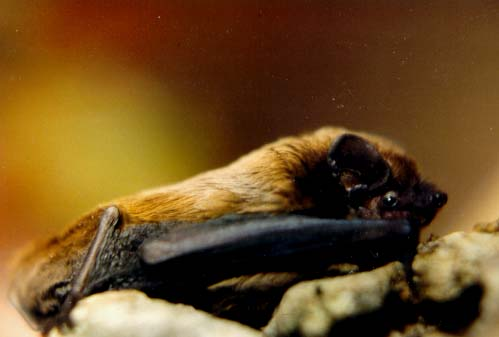
Малая вечерница

      - Египетская летучая собака, Rousettus aegyptiacus
- Семейство: Гладконосые
  - Подсемейство: Myotinae
    - Род: Ночницы
      - Золотистая ночница, Myotis aurascens 
      - Длинноухая ночница, Myotis bechsteini [12]
      - Остроухая ночница, Myotis blythii [13]
      - Итальянская ночница, Myotis capaccinii [14]
      - Трёхцветная ночница, Myotis emarginatus [15]
      - Усатая ночница, Myotis mystacinus [16]
      - Ночница Наттерера, Myotis nattereri [17]
      - Непальская ночница, Myotis nipalensis 
      - Аракская ночница, Myotis schaubi [18]

  - Подсемейство: Vespertilioninae
    - Род: Широкоушки
      - Европейская широкоушка, Barbastella barbastellus 
      - Синайская широкоушка, Barbastella leucomelas 
      - Каспийская широкоушка, Barbastella caspica

    - Род: Кожаны
      - Eptesicus anatolicus 
      - Eptesicus bobrinskoi 
      - Пустынный кожан, Eptesicus bottae 
      - Северный кожанок, Eptesicus nilssoni 
      - Eptesicus ognevi 
      - Eptesicus pachyomus 
      - Поздний кожан, Eptesicus serotinus 

    - Род: Кожановидные нетопыри
      - Hypsugo arabicus 
      - Кожановидный нетопырь, Hypsugo savii [19]

    - Род: Вечерницы
      - Гигантская вечерница, Nyctalus lasiopterus [20]
      - Малая вечерница, Nyctalus leisleri [21]
      - Рыжая вечерница, Nyctalus noctula [22]

    - Род: Otonycteris
      - Стрелоух Гемприха, Otonycteris hemprichii 
      - Белобрюхий стрелоух, Otonycteris leucophaea 

    - Род: Нетопыри
      - Средиземноморский нетопырь, Pipistrellus kuhlii 
      - Нетопырь-карлик, Pipistrellus pipistrellus 
      - Малый нетопырь, Pipistrellus pygmaeus 

    - Род: Ушаны
      - Бурый ушан, Plecotus auritus [23]
      - Серый ушан, Plecotus austriacus 
      - Plecotus macrobullaris 
      - Plecotus strelkovi 

    - Род: Rhyneptesicus
      - Rhyneptesicus nasutus [24]

    - Род: Двухцветные кожаны
      - Двухцветный кожан, Vespertilio murinus
- Семейство: Мышехвостые
  - Род: Мышехвосты
    - Мышехвост Хардвика, Rhinopoma hardwickei 
    - Большой мышехвост, Rhinopoma microphyllum 
    - Малый мышехвост, Rhinopoma muscatellum
- Семейство: Футлярохвостые
  - Род: Могильные мешкокрылы
    - Голобрюхий мешкокрыл, Taphozous nudiventris 
    - Могильный мешкокрыл, Taphozous perforatus
- Семейство: Подковоносые
  - Подсемейство: Hipposiderinae
    - Род: Трезубценосы
      - Обыкновенный трезубценос, Asellia tridens 

    - Род: Трилистоносы
      - Персидский трилистонос, Triaenops persicus 

  - Подсемейство: Rhinolophinae
    - Род: Подковоносы
      - Средиземноморский подковонос, Rhinolophus blasii [25]
      - Бухарский подковонос, Rhinolophus bocharicus 
      - Южный подковонос, Rhinolophus euryale [26]
      - Большой подковонос, Rhinolophus ferrumequinum [27]
      - Малый подковонос, Rhinolophus hipposideros [28]
      - Очковый подковонос, Rhinolophus mehelyi [29]
- Семейство: Бульдоговые летучие мыши
  - Род: Складчатогубы
    - Египетский складчатогуб, Tadarida aegyptiaca 
    - Широкоухий складчатогуб, Tadarida teniotis

#### Отряд:Китообразные(киты)

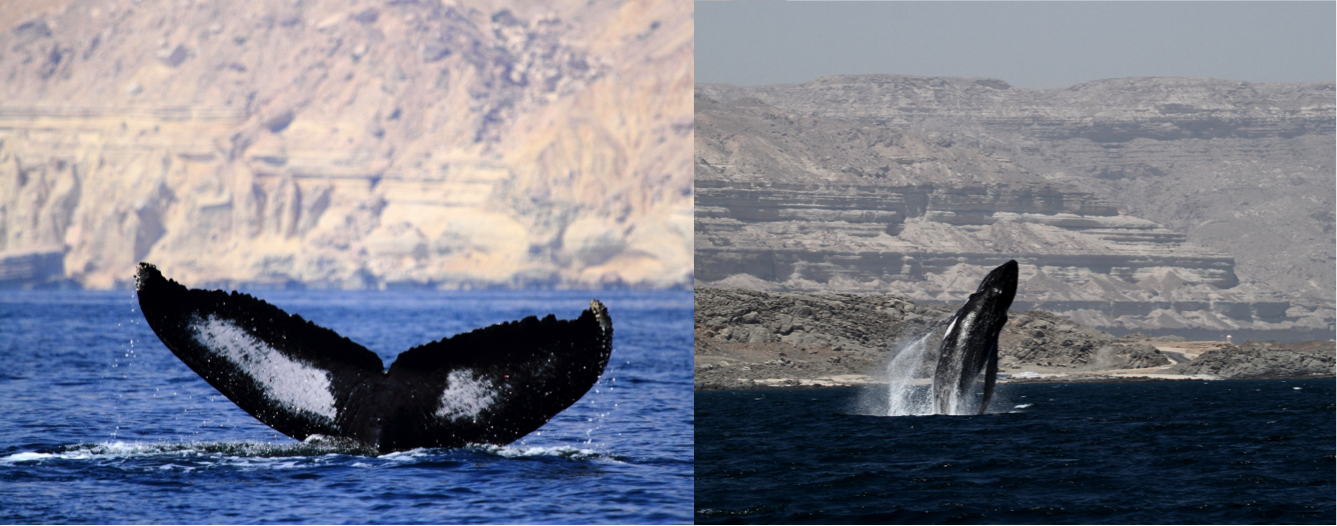
Аравийские горбатые киты у берегов Омана

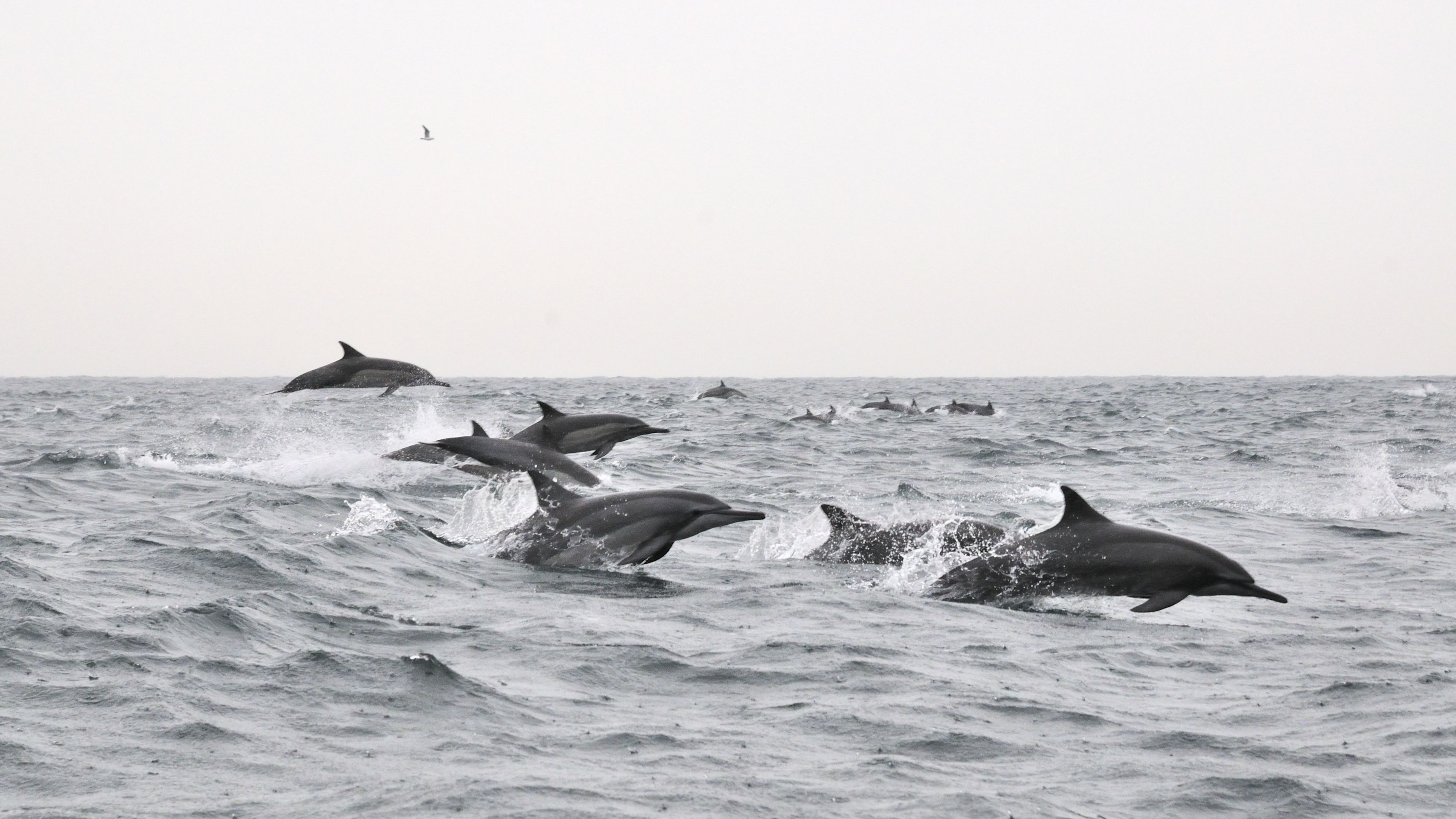
Длиннорылые продельфины в Оманском заливе

В исключительной экономической зоне Ирана зарегистрировано более 14 видов.
- Подотряд: Усатые киты
  - Семейство: Полосатиковые
    - Подсемейство: Balaenopterinae
      - Род: Полосатики
        - Северный малый полосатик, Balaenoptera acutorostrata
        - Сейвал, Balaenoptera borealis 
        - Полосатик Брайда, Balaenoptera edeni 
        - Синий кит, Balaenoptera musculus 
        - Balaenoptera omurai, Balaenoptera omurai 
        - Финвал, Balaenoptera physalus 

    - Подсемейство: Megapterinae
      - Род: Горбатые киты
        - Горбатый кит, Megaptera novaeangliae  (популяция Аравийского моря)[31]
- Подотряд: Зубатые киты
  - Семейство: Карликовые кашалоты
    - Род: Карликовые кашалоты
      - Малый карликовый кашалот, Kogia sima

  - Семейство: Морские свиньи
    - Род: Беспёрые морские свиньи
      - Беспёрая морская свинья, Neophocaena phocaenoides 

  - Семейство: Кашалотовые
    - Род: Кашалоты
      - Кашалот, Physeter macrocephalus

  - Семейство: Дельфиновые (морские дельфины)
    - Подсемейство: Delphininae
      - Род: Дельфины-белобочки
        - Длиннорылая белобочка, Delphinus capensis 

      - Род: Малайзийские дельфины
        - Малайзийский дельфин, Lagenodelphis hosei 

      - Род: Горбатые дельфины
        - Китайский дельфин, Sousa chinensis 

      - Род: Продельфины
        - Длиннорылый продельфин, Stenella longirostris 

      - Род: Афалины
        - Индийская афалина, Tursiops aduncus 

    - Подсемейство: Delphininae
      - Род: Карликовые косатки
        - Карликовая косатка, Feresa attenuata 

      - Род: Гринды
        - Короткоплавниковая гринда, Globicephala macrorhynchus

      - Род: Серые дельфины
        - Серый дельфин, Grampus griseus 

      - Род: Бесклювые дельфины
        - Бесклювый дельфин, Peponocephala electra 

      - Род: Малые косатки
        - Малая косатка, Pseudorca crassidens 

      - Род: Крупнозубые дельфины
        - Крупнозубый дельфин, Steno bredanensis 

    - Базальная группа
      - Род: Косатки
        - Косатка, Orcinus orca

  - Семейство: Клюворыловые
    - Род: Клюворылы
      - Клюворыл, Ziphius cavirostris

#### Отряд:Хищные(хищники)
- Подотряд: Кошкообразные
  - Семейство: Кошачьи
    - Подсемейство: Малые кошки
      - Род: Гепарды
        - Гепард, Acinonyx jubatus

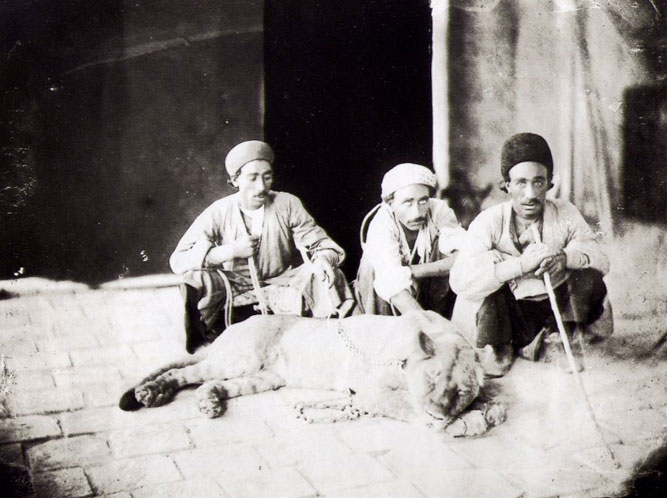
Лев в Иране, сфотографированный Антоном Севрюгиным (1830—1933). Азиатский лев, как сообщается, исчез здесь до конца XX-го века.

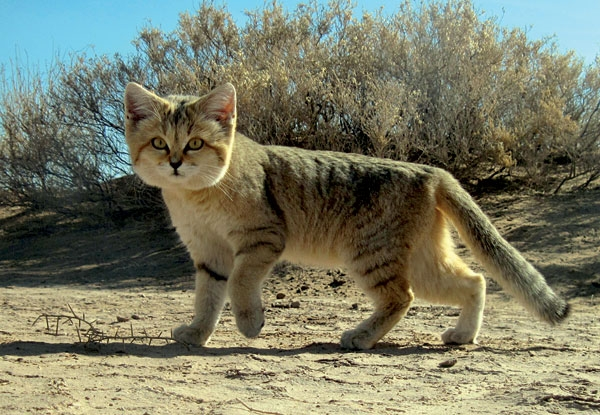
Закаспийский барханный кот

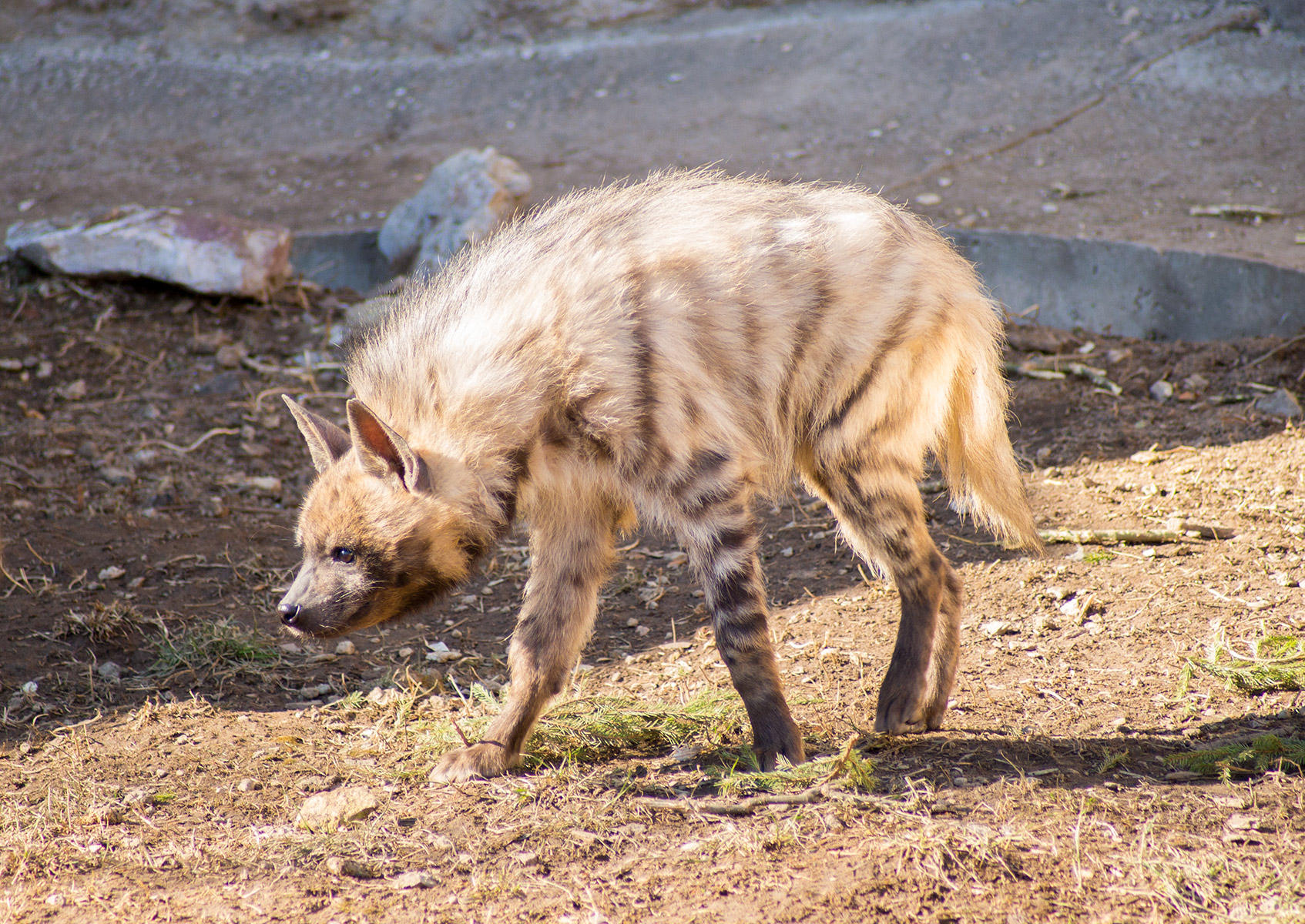
Полосатая гиена

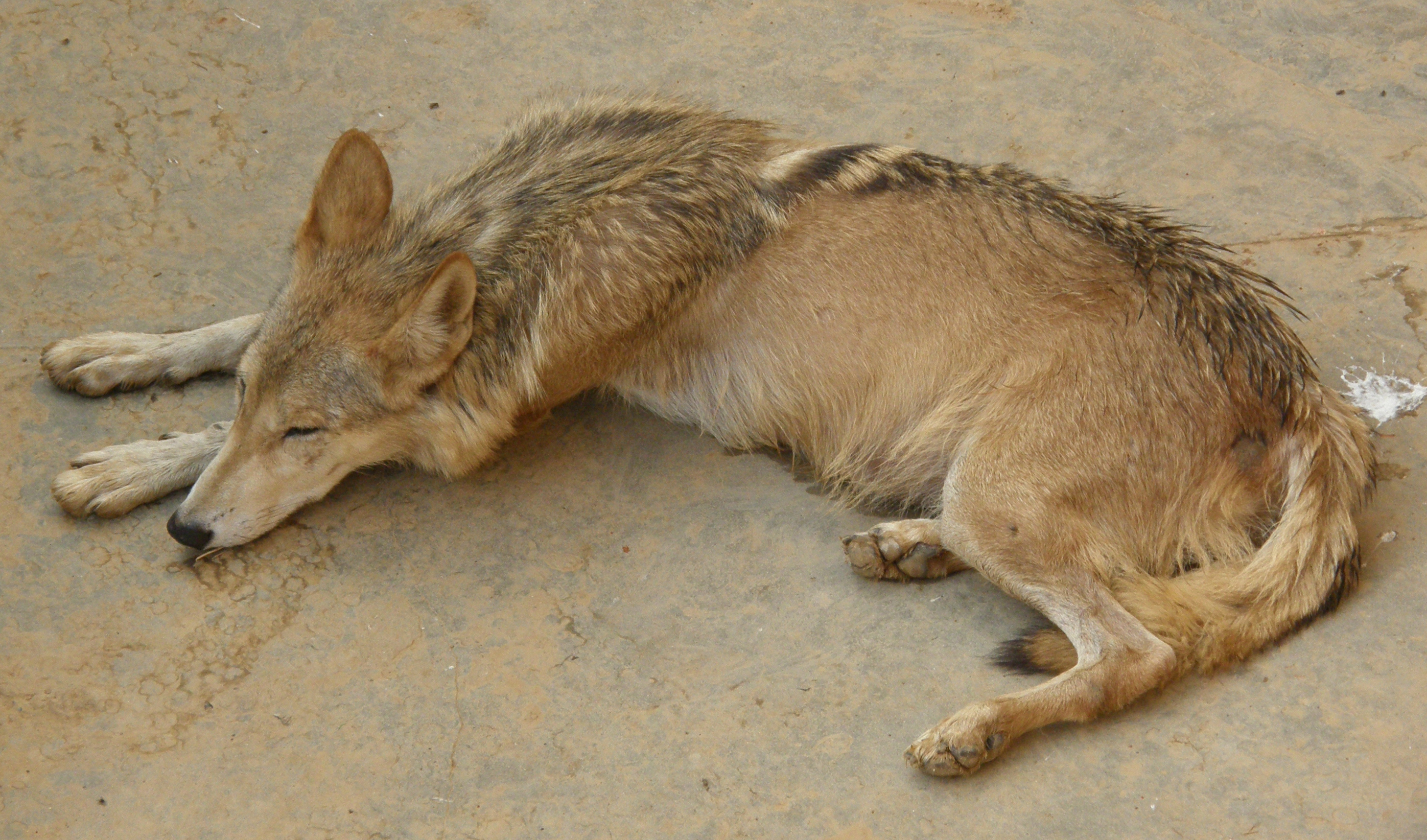
Азиатский волк

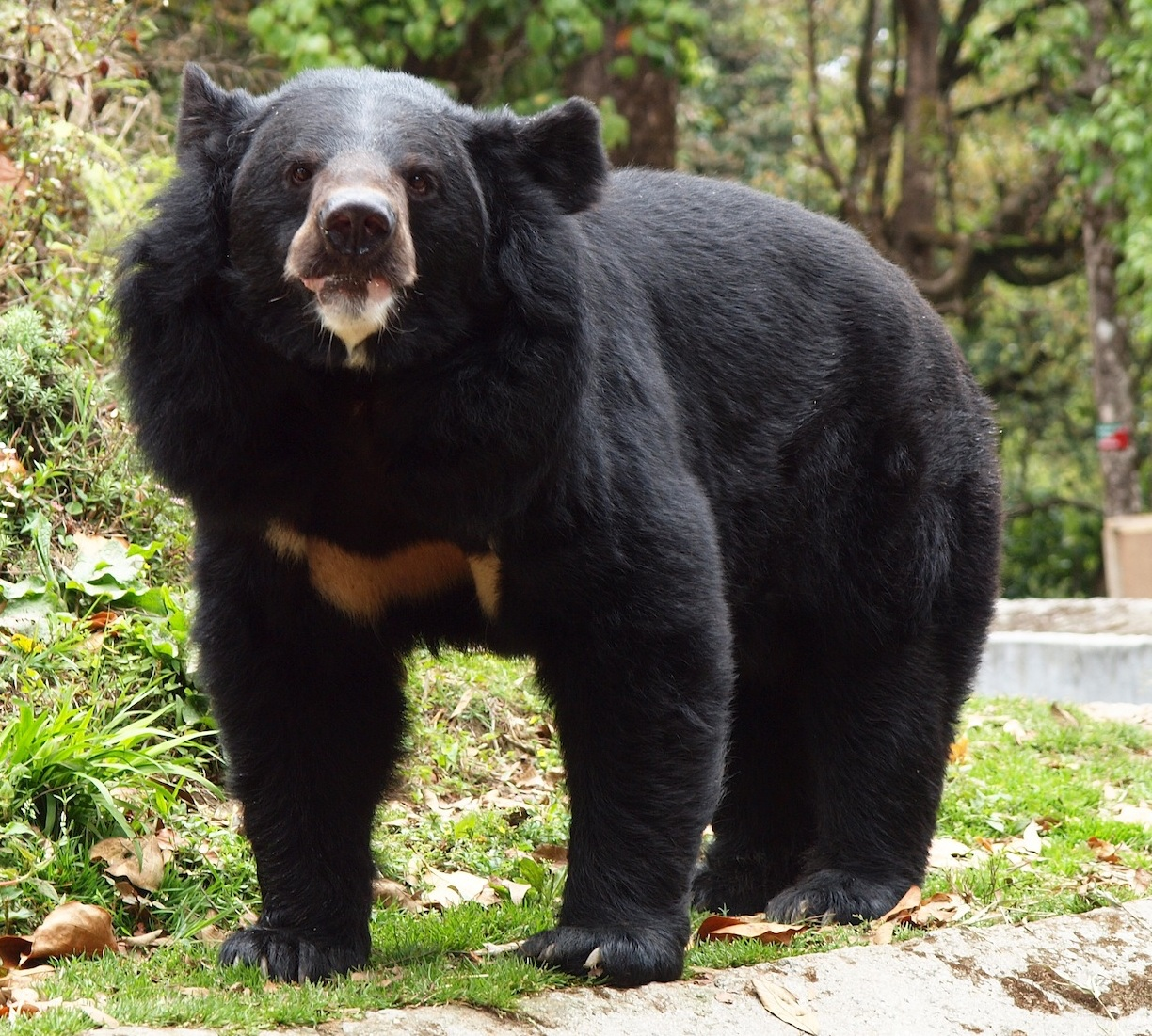
Гималайский медведь

          - Азиатский гепард, Acinonyx jubatus venaticus [32]

      - Род: Каракалы
        - Каракал, Caracal caracal [33]

      - Род: Кошки
        - Камышовый кот, Felis chaus [34]
        - Степной кот, Felis lybica
          - Азиатский степной кот, Felis lybica ornata

        - Барханный кот, Felis margarita [35]
          - Закаспийский барханный кот, Felis margarita thinobia

      - Род: Рыси
        - Обыкновенная рысь, Lynx lynx [36]

      - Род: Манулы
        - Манул, Otocolobus manul [37]

    - Подсемейство: Большие кошки
      - Род: Пантеры
        - Леопард, Panthera pardus 
          - Анатолийский леопард, Panthera pardus tulliana [38]

  - Семейство: Мангустовые (мангусты)
    - Подсемейство: Herpestinae
      - Род: Urva
        - Малый мангуст, Urva auropunctata [39]
        - Обыкновенный мангуст, Urva edwardsii [40]

  - Семейство: Гиеновые (гиены)
    - Род: Полосатые гиены
      - Полосатая гиена, Hyaena hyaena [41]
- Подотряд: Собакообразные
  - Семейство: Псовые
    - Род: Волки
      - Обыкновенный шакал, Canis aureus [42]
        - Персидский шакал, Canis aureus aureus

      - Волк, Canis lupus [43]
        - Степной волк, Canis lupus campestris
        - Азиатский волк, Canis lupus pallipes

    - Род: Лисицы
      - Афганская лисица, Vulpes cana [44]
      - Корсак, Vulpes corsac 
      - Песчаная лисица, Vulpes rueppellii [45]
      - Обыкновенная лисица, Vulpes vulpes [46]

  - Семейство: Медвежьи (медведи)
    - Род: Медведи
      - Бурый медведь, Ursus arctos [47]
      - Гималайский медведь, Ursus thibetanus [48]

  - Семейство: Куньи (куньи)
    - Подсемейство: Выдровые
      - Род: Выдры
        - Выдра, Lutra lutra [49]

    - Подсемейство: Guloninae
      - Род: Куницы
        - Каменная куница, Martes foina [50]
        - Лесная куница, Martes martes [51]

    - Подсемейство: Барсучьи
      - Род: Барсуки
        - Закавказский барсук, Meles canescens

    - Подсемейство: Mellivorinae
      - Род: Mellivora
        - Медоед, Meles capensis [52]

    - Подсемейство: Куньи
      - Род: Ласки и хорьки
        - Ласка, Mustela nivalis [53]

    - Подсемейство: Ictonychinae
      - Род: Vormela
        - Перевязка, Vormela peregusna [54]

  - Семейство: Настоящие тюлени
    - Род: Нерпы
      - Каспийская нерпа, Pusa caspica [55]

#### Отряд:Непарнокопытные
- Семейство: Лошадиные (лошади и т. д.)
  - Род: Лошади
    - Кулан, Equus hemionus 
      - Сирийский кулан, Equus hemionus hemippus 
      - Индийский кулан, Equus hemionus khur 
      - Онагр, Equus hemionus onager

#### Отряд:Парнокопытные

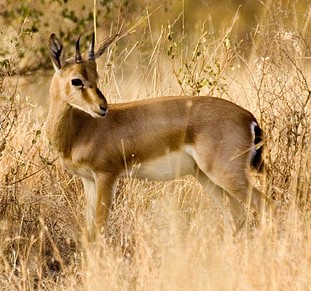
Чинкара

- Семейство: Полорогие (крупный рогатый скот, антилопы, овцы, козы)
  - Подсемейство: Настоящие антилопы
    - Род: Газели
      - Чинкара, Gazella bennettii [56]
      - Джейран, Gazella subgutturosa [57]

  - Подсемейство: Козлиные
    - Род: Горные козлы
      - Безоаровый козёл, Capra aegagrus [58]
        - Кавказский бородатый козёл, Capra aegagrus aegagrus

    - Род: Бараны
      - Закавказский горный баран, Ovis orientalis gmelini [59]
        - Ovis gmelini gmelini

      - Уриал, Ovis vignei [60]
- Семейство: Оленевые (олени)
  - Подсемейство: Cervinae
    - Род: Настоящие олени
      - Благородный олень, Cervus elaphus [61]

    - Род: Лани
      - Европейская лань, Dama dama
        - Иранская лань, Dama dama mesopotamica 

  - Подсемейство: Capreolinae
    - Род: Косули
      - Косуля, Capreolus capreolus
- Семейство: Свиные (свиньи)
  - Подсемейство: Suinae
    - Род: Кабаны
      - Кабан, Sus scrofa [62]

## Локально вымершие
В стране вымерли следующие виды:
- Обыкновенный бобр, Castor fiber[63]
- Лев, Panthera leo[64]
- Тигр, Panthera tigris[65]